# Земура, Джордан
Джордан Бхекитемба Земура (фр. Jordan Bhekithemba Zemura; родился 14 ноября 1999, Ламберт, Англия) — зимбабвийский футболист, защитник клуба «Удинезе» и сборной Зимбабве.
Земура родился в Англии, в семье выходцев из Зимбабве. Он принял решение выступать за свою историческую родину.

## Клубная карьера
Земура — воспитанник клубов «Куинз Парк Рейнджерс», «Чарльтон Атлетик» и «Борнмут». 15 сентября 2020 года в поединке Кубка английской лиги против «Кристал Пэлас» Джордан дебютировал за основной состав последнего. 12 декабря в матче против «Хаддерсфилд Таун» он дебютировал в Чемпионшипе. В 2021 году в поединке против «Барнсли» Джордан сделал «дубль», забив свои первые голы за «Борнмут». Летом 2023 года Земура перешёл в итальянский «Удинезе». подписав контракт на четыре года.

## Международная карьера
13 ноября 2020 года в отборочном матче Кубка Африки 2021 против сборной Алжира Земура дебютировал за сборную Зимбабве. В 2022 году Джордан принял участие в Кубке Африки 2021 в Камеруне. На турнире он сыграл в матчах против сборных Малави и Гвинеи.